# Mechtild Rothe
Pour les articles homonymes, voir Rothe.
Mechtild Rothe, née le 10 août 1947 à Paderborn, est une femme politique allemande.
Membre du Parti social-démocrate d'Allemagne, elle est députée européenne de 1984 à 2009.